# Хандшухајм
Хандшухајм (фр. Handschuheim) насеље је и општина у источној Француској у региону Алзас, у департману Доња Рајна која припада префектури Стразбур Кампањ.
По подацима из 2011. године у општини је живело 297 становника, а густина насељености је износила 123,75 становника/km². Општина се простире на површини од 2,4 km². Налази се на средњој надморској висини од 180 m (максималној 213 m, а минималној 173 m).

## Демографија
| 1962. | 1968. | 1975. | 1982. | 1990. | 1999. | 2011. |
| ----- | ----- | ----- | ----- | ----- | ----- | ----- |
| 188   | 191   | 209   | 224   | 232   | 269   | 297   |

График промене броја становника у току последњих година